# آب پری

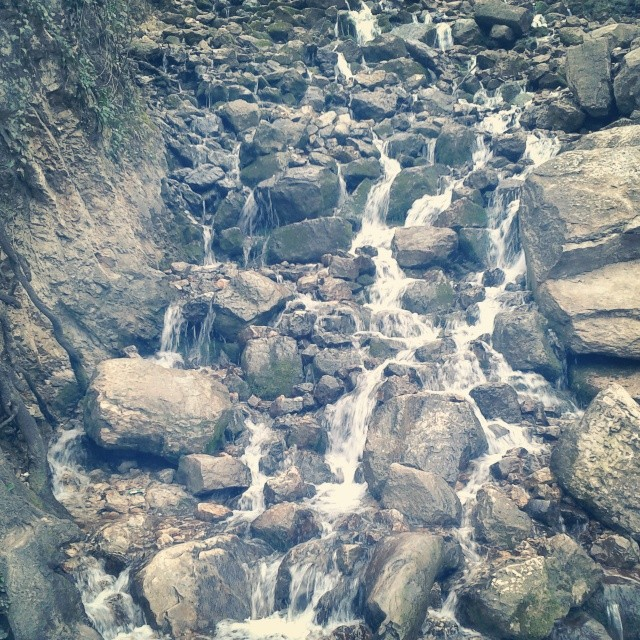
آبشار آب پری، اسفند ۹۲

پری او یا آب پری رویان منطقه‌ای گردشگر پذیر و خوش آب و هوا است که در استان مازندران و در فاصله ۱۷ کیلومتری شهر رویان، نزدیکی شهر نور واقع شده است. منطقهٔ آب پری دارای آبشاری به همین نام است. در آب پری درختان با فاصلهٔ کم از یکدیگر قرار دارند و بیشتر مناطق بکر و دست نخورده مانده است. این ناحیه همسایه کجور و یوش می‌باشد. آبشار آب پری در کنارهٔ جاده قرار گرفته است. این آبشار، شباهت چندانی به آبشار ندارد زیرا قسمتی از سنگ‌های کوه در اثر رانش زمین در شیب تند کوه جمع شده‌اند و آب کمی از لابه‌لای این سنگ‌ها در جریان است. با این حال گردشگران پرشماری در روزهای تعطیل و تعطیلات آخر هفته به این محل می‌آیند. اختلاف درجه حرارت این ناحیه با هوای شهر رویان تقریباً ۱۰ درجه سانتی‌گراد است. درختان جنگلی در مناطق کم ارتفاع‌تر و درختان کاج در نقاط بلندتر دیده می‌شوند.
آبشار آب پری در بین راه رویان به گلندرود واقع است. نام تبری (مازندرانی) آن «پری او» است که توسط فارسی زبانان به آب پری برگردانده شده است. از آنجایی که نام‌های خاص ترجمه نمی‌شوند، بهتر آن است که این آبشار با نام واقعی خود یعنی «پری او» نامیده شود. همچنان که در نزدیکی این آبشار «اسپی او» به معنی آب سفید واقع شده و به همین نام تابلویی در آنجا نصب شده است.